# Trappist Monastery Provincial Park
Trappist Monastery Provincial Park (till 2002 Trappist Monastery Park Reserve) är en provinspark i Manitoba i Kanada. Den ligger vid floden La Salle River i södra delen av Winnipeg. 